# Circuit de Montjuïc
Der Circuit de Montjuïc (Spanisch Circuito de Montjuic) ist eine ehemalige Motorsport-Rennstrecke im Parc de Montjuïc in Barcelona, wo auch die Olympischen Sommerspiele 1992 ausgetragen wurden. Er wird als einer der bisher schwierigsten Formel-1-Kurse angesehen.

## Geschichte
Von 1908 an wurde der internationale Motorsport auf dem Circuit Baix Penedès mit der Copa Catalunya beherbergt. 1932 wurde ein Rennen auf einem Straßenkurs, mit Start im Montjuïc Park, einer bewaldeten Parklandschaft auf einem Berg über dem Hafen Barcelonas, ausgetragen. Der Verlauf des östlichen Kurses dieses Rennens aus dem Jahr 1933 wurde dann der eigentliche Circuito de Montjuïc.
1951 und 1952 wurden zwei längere Varianten für den spanischen Motorrad-Grand-Prix benutzt.

## Veranstaltungen

### Formel 1
Ab 1969 wurde auf dieser Strecke erstmals der Große Preis von Spanien der Formel-1 im jährlichen Wechsel mit dem Circuito del Jarama ausgetragen. Die uneinheitliche Streckencharakteristik mit einem langsamen und einem sehr schnellen Abschnitt des gegen den Uhrzeigersinn gefahrenen Kurses machte die Abstimmung der Fahrzeuge zu einer Herausforderung.
1975 wurde der Grand Prix von einem schweren Unfall überschattet. Wegen der Sicherheitsmängel der Strecke drohte ein Fahrerstreik, aber nur der zweifache Weltmeister Emerson Fittipaldi zog seinen Start aus Protest zurück. Die Miliz des Franco-Regimes drohte, die Rennwagen im Olympiastadion, das als Fahrerlager diente, zu beschlagnahmen. In der 26. Runde kamen vier Zuschauer und ein Streckenposten ums Leben, als der Wagen von Rolf Stommelen seinen Heckflügel verlor und über die Leitplanke katapultiert wurde. Der Unfall ähnelte dem der beiden Lotus 1969, der glimpflich ausgegangen war. Das Rennen wurde danach abgebrochen und der führende Jochen Mass zum Sieger erklärt. Es blieb sein einziger GP-Sieg. Danach wurde nie wieder ein Automobil-Rennen auf dieser Strecke ausgetragen und der GP wechselte endgültig auf den Circuito de Jarama.

### Alle Sieger von Formel-1-Rennen im Montjuïc Park
| Nr. | Jahr | Fahrer             | Konstrukteur | Motor | Reifen | Zeit          | Streckenlänge | Runden | Ø-Tempo      | Datum     | GP von  |
| --- | ---- | ------------------ | ------------ | ----- | ------ | ------------- | ------------- | ------ | ------------ | --------- | ------- |
| 1   | 1969 | Jackie Stewart     | Matra        | Ford  | D      | 2:16:54,000 h | 3,791 km      | 90     | 149,535 km/h | 4. Mai    | Spanien |
|     |      |                    |              |       |        |               |               |        |              |           | Spanien |
| 2   | 1971 | Jackie Stewart     | Tyrrell      | Ford  | G      | 1:49:03,400 h | 3,791 km      | 75     | 156,428 km/h | 18. April | Spanien |
|     |      |                    |              |       |        |               |               |        |              |           | Spanien |
| 3   | 1973 | Emerson Fittipaldi | Lotus        | Ford  | G      | 1:48:18,700 h | 3,791 km      | 75     | 157,504 km/h | 29. April | Spanien |
|     |      |                    |              |       |        |               |               |        |              |           | Spanien |
| 4   | 1975 | Jochen Mass        | McLaren      | Ford  | G      | 0:42:53,700 h | 3,791 km      | 29     | 153,779 km/h | 27. April | Spanien |

### Motorrad-Veranstaltungen
Von 1951 bis 1969 beherbergte der Circuit de Montjuïc den Großen Preis von Spanien für Motorräder im Rahmen der Motorrad-Weltmeisterschaft. Dort wurden auch die 24 Stunden von Montjuïc, ein Motorrad-Langstreckenrennen, ausgetragen. Am 13. Juli 1985 war die Formula-TT-Weltmeisterschaft zu Gast. Sieger in der F1-Klasse wurde Joey Dunlop auf Honda und in der F2-Klasse Brian Reid auf Yamaha.